# Distrito de Jacas Grande
El distrito peruano de Jacas Grande es uno de los once distritos de la provincia de Huamalíes, ubicada en el departamento de Huánuco, bajo la administración del Gobierno regional de Huánuco, Perú. Limita por el norte con los distritos de Pariarca y Tantamayo; por el sur con la provincia de Dos de Mayo; por el este con el distrito de Monzón; y, por el oeste con el distrito de Llata.
Desde el punto de vista jerárquico de la Iglesia católica forma parte de la Diócesis de Huánuco, sufragánea de la Arquidiócesis de Huancayo. En el distrito se encuentra el sitio arqueológico de Auquin Punta.

## Historia
La fecha de creación por ley de este distrito fue el 29 de octubre de 1923., en el gobierno del Presidente Augusto Leguía.

## Geografía
La población total en este distrito es de 6 394 personas y tiene un área de 236,99 km².

## Autoridades

### Municipales
- 2011 - 2014[5]
  - Alcalde: Romer Trinidad Rojas, del Movimiento Político Hechos y No Palabras (HyNP).
  - Regidores: Grover Luján Cierto (HyNP), Silvestrina Criollo de Rojas (HyNP), Abdias Edwin Pujay Guzmán (HyNP), Clodoaldo Teófilo Veramendi Melgarejo (HyNP), Percy Rojas Criollo (Luchemos por Huánuco).[6]
- 2007 - 2010
  - Alcalde: Romer Trinidad Rojas,[7] del Frente Amplio Regional.

### Policiales
- Comisario: (PNP) Policía nacional Del Perú

### Religiosas
- Diócesis de Huánuco[8]
  - Obispo: Mons. Jaime Rodríguez Salazar, MCCJ.

## Galería
- Wikimedia Commons alberga una categoría multimedia sobre Distrito de Jacas Grande.